# Leptogaster atridorsalis
Leptogaster atridorsalis är en tvåvingeart som beskrevs av Werner Back 1909. Leptogaster atridorsalis ingår i släktet Leptogaster och familjen rovflugor. Inga underarter finns listade i Catalogue of Life.